# Ring Them Bells
Ring Them Bells è un album dal vivo della cantante statunitense Joan Baez, pubblicato nel 1995.

## Tracce
1. Lily of the West
2. Sweet Sir Galahad
3. And the Band Played Waltzing Matilda
4. Willie Moore (con Kate & Anna McGarrigle)
5. The Swallow Song (con Mimi Farina)
6. Don't Make Promises
7. Jesse (con Janis Ian)
8. Ring Them Bells (con Mary Black)
9. Welcome Me
10. Suzanne
11. You're Aging Well (con Dar Williams)
12. Pajarillo Barranqueño (con Tish Hinojosa)
13. Don't Think Twice, It's All Right (con le Indigo Girls)
14. Diamonds & Rust (con Mary Chapin Carpenter)
15. The Night They Drove Old Dixie Down (a cappella)